# 二仁溪

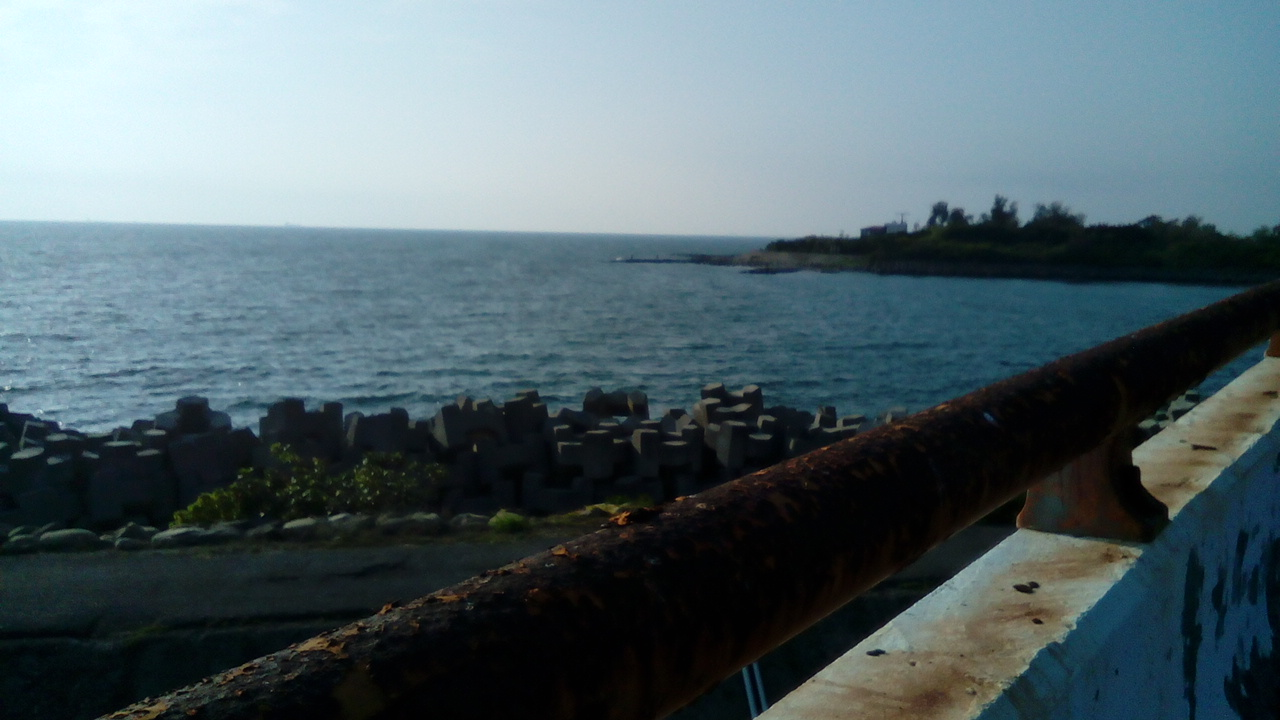
劃清南高市界的二仁溪出海口(台17線攝)

二仁溪，位於台灣西南部，屬於中央管河川，舊名為二層行溪，取自中下游聚落名。亦為高雄市與台南市的界河，源於高雄市內門區內興里山豬湖山（海拔460公尺），主流長度約63.20公里。

## 簡介

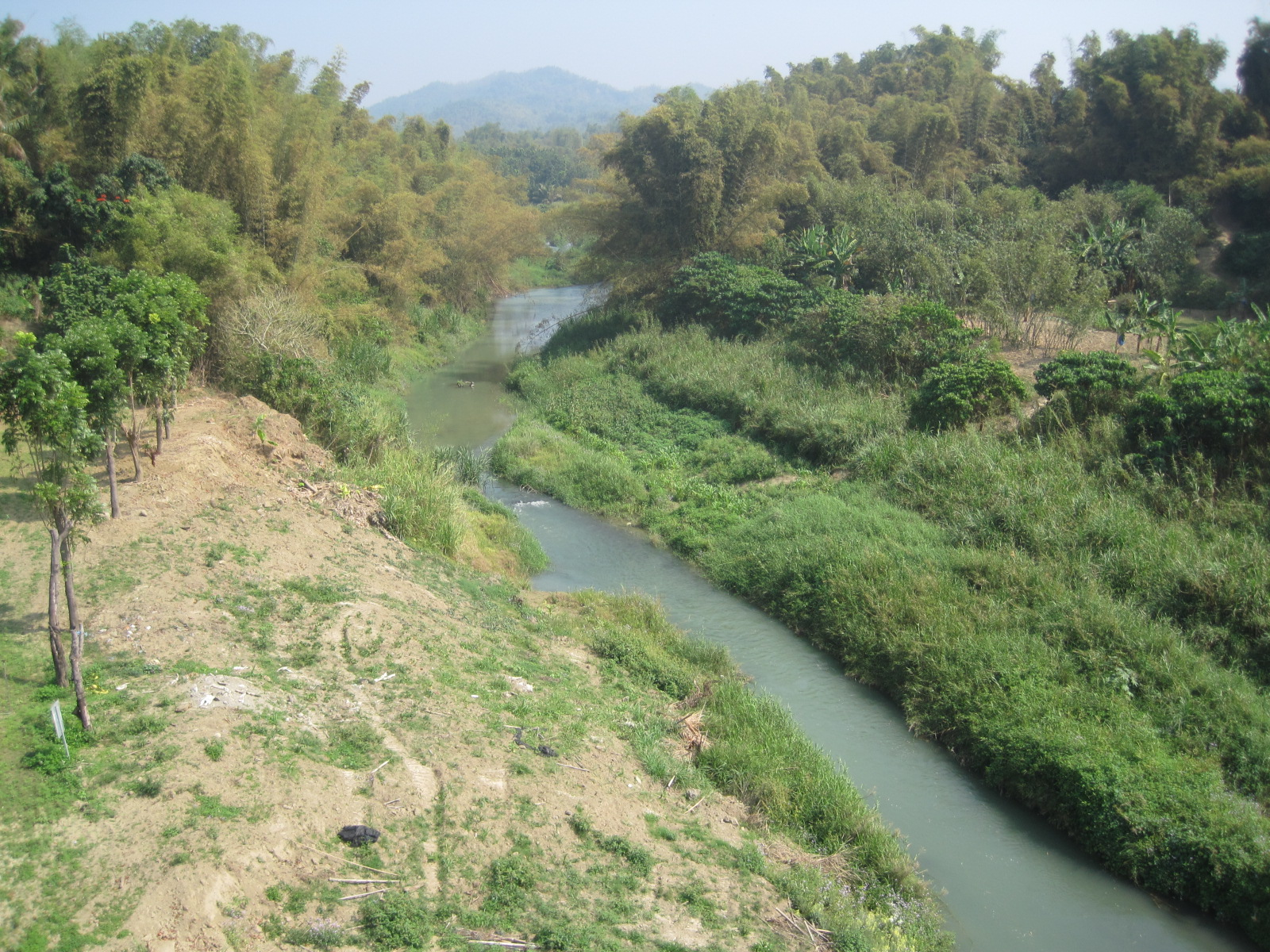
二仁溪上游（位於高雄內門觀亭里與內南里之間）

二仁河段又有不同的名稱，上游在崗山頭以上稱為分水溪，中游稱為岡山溪，其中下游稱為角帶圍溪，下游才稱為二層行溪或二贊行溪。出海口原來向西南經劉厝出海的主河道，在道光三年（1823年）七月因暴風雨，出海口轉向改道西北由高雄市茄萣區白砂崙北方入海。主要支流有三爺宮溪、深坑子溪、港尾溝溪、松子腳溪及牛稠埔溪；流域面積達350.04平方公里。荷治時期稱為清水溪（de Verse Rivier，英文意思：the Fresh River）。

## 歷史
二層行溪在早期十分清澈，因當時製糖繁榮聚落二層行而得名。日治時期興建之車路墘糖廠（現仁德糖廠，已停工，糖廠大煙囪和廠房等設備尚存，目前是「十鼓仁糖文創園區」）之廠址，亦在其支流三爺宮溪畔。1960年臺灣省政府整理全臺河川名稱，取流經臺南縣仁德鄉、歸仁鄉（今臺南市仁德區及歸仁區）之典故，易名二仁溪。

## 汙染
中游流域在1970年代以後至2000年代初期，是專門處理廢五金回收與提煉的工廠聚集地。這些工廠使用不少有毒的酸性化學溶劑，且未做汙水處理即將廢水都倒入二仁溪中；在岸邊也堆積不少電子廢棄物（如印刷電路板、電線），導致二仁溪河水汙染相當嚴重，被廢五金工業廢水污染了30多年，舊有「台灣的黑龍江」之稱；加以其支流三爺宮溪流域中，有大量的養豬場排放廢水，其汙染程度包括下游到上游，都呈現重度汙染的黑色，溪水流動緩慢，是台灣三大汙染河川最嚴重的，同時也是全世界重金屬汙染最嚴重的河川。下游的稻米和養魚業依然因溪底沉積的重金屬受到汙染，陸續傳出不少銷毀、汙染和居民傳染病的新聞，包括出海口養殖牡蠣變成綠色，出現「綠牡蠣汙染事件」。其汙染程度的嚴重性，甚至由CNN做出專題報導『名聞國際』。
2001年6月28日，時任環保署長郝龍斌，於台北召開記者會，明確下達指示動員各相關單位，該年6月底前，要完成台南縣、市強制拆除二仁溪沿岸違法熔煉廠的任務。
整起行動總共動員700名警力強制拆除位於臺南市二仁溪流域的熔煉業，在臺南市共計拆除57家的非法工廠，在拆除行動結束後，臺南市環保局持續配合嚴密監控與稽查，防止熔煉業者死灰復燃。隨著政府實際作為，三十年來的空氣污染終於得到舒緩，二仁溪下游污染也大幅削減，進一步改善二仁溪河川水質，生態亦隨之日趨豐富。
作家劉克襄曾撰文描述他與知名靈長類學者珍古德於二仁溪溯河之旅的過程，文章中對於二仁溪豐饒的自然生態景象多有讚賞，認為二仁溪會出現豐饒的自然生態景象，表示溪流環境保持某一程度的清潔，底棲動物諸如彈塗魚、招潮蟹等才可能多樣，進而吸引大量鳥類到來。。
二仁溪溪水時常綠中帶墨，溪中污染嚴重而呈現優養化現象，致使水中缺少氧氣。造成污染的主要原因為二仁溪上游流經內門養豬區、田寮牛羊牧場、阿蓮鴨寮，而下游又有廢五金處理廠排出含重金屬的污水。容納如此多種高濃度污水，二仁溪水質兼具黑、臭、毒。自然生態幾乎已經破壞殆盡。據說過去南萣橋下是泛舟、垂釣、賞落日的天堂，河畔淤泥上遍佈紅樹林、招潮蟹、彈塗魚等構成特殊的生態環境。而今一切已成往日雲煙；目前只能看見橋東側沙灘上雜草一片 ，間許有燕子飛梭而過，白鷺鷥靜立水澤。而橋樑西側淤泥已被人們開闢成魚塭。
三爺宮溪是二仁溪各支流中污染狀況最嚴重者，整條河段從上游至下游皆飽受沿岸（永康區、大社區）上百家工廠排放工業廢水之長期嚴重污染，自1976年之後，就已經是「宣告死亡」、幾乎毫無生命力可言之嚴重污染的髒臭河川。嘉南農田水利會也被迫從此停止抽取三爺宮溪溪水來灌溉農田迄今。三爺宮溪溪水經常呈現深黑色或深咖啡色、橘黃、橘紅、紫紅色等佈滿工業廢水油污的七彩顏色，流速緩慢，而且臭氣沖天、水族幾乎完全絕跡，水質之髒臭程度經常遠比二仁溪還差。

## 流域
二仁溪發源地位於高雄市內門區山豬湖山（海拔460m），屬於內門丘陵之山區，是阿里山山脈最南端在高雄市境內的餘脈，故二仁溪和台南市其他四條中央管河川，均屬於阿里山山脈水系。
二仁溪流域所包含的縣、市之區域為2市及12區，同時也是現今南臺灣臺南市、高雄市二大直轄市之界河。
- 流經區域：
  - 高雄市6個區
    - 內門區（最上游源流）、田寮區、阿蓮區、路竹區、湖內區、茄萣區（下游出海口左岸，北方的右岸是台南市南區）。

  - 臺南市6個區
    - 龍崎區、關廟區、歸仁區、仁德區、南區（下游出海口右岸，南方的左岸是高雄市茄萣區）、永康區。

- 註1.台南市龍崎區境內，是二仁溪中游右岸支流松子腳溪的中、上游流域，松子腳溪中游河段稱為坪溪，上游河段成為苦苓腳溪，二仁溪主流未流經龍崎區。

- 註2.台南市永康區境內，是二仁溪下游右岸支流三爺宮溪的上游流域，又名大灣中排、大排。三爺宮溪流經台南市永康區、東區、仁德區等三個人口密集的都會區區域。而永康區、仁德區更是工廠林立、工業區面積遼闊之工業重鎮。二仁溪主流未流經永康區。

## 水系主要河川
- 二仁溪
  - 三爺宮溪
  - 港尾溝
    - 六甲溪

  - 文賢溪
  - 深坑子溪
    - 龜洞溪

  - 松子腳溪（番社溪）
  - 牛稠埔溪
  - 打廍溪（打鹿埔溪）
  - 牛埔溪
  - 番子鹽溪
    - 許大湖溝溪
    - 茄苳溪

  - 腳帛寮溝
  - 壁溝
  - 東門溪

## 主要橋樑
以下由河口至源頭列出主流上之主要橋樑：
- 二仁溪橋（台17線）
- 南萣橋（台17甲線）
- 二層橋（南高155線）
- 二層行橋（台1線）
- 雄南橋（台糖鐵路南北平行預備線）
- 仁湖橋
- 二層行溪橋（臺鐵縱貫線）
- 二仁溪橋（國道一號）
- 台39線二仁溪橋（台39線）
- 高鐵二仁溪橋（台灣高鐵）
- 中路橋（南160-2線）
- 石安橋
- 南雄橋（台19甲線）
- 省道台28線二仁溪橋（台28線）
- 國道三號二仁溪橋（國道三號）
- 崇德大橋（鄉道高139線）

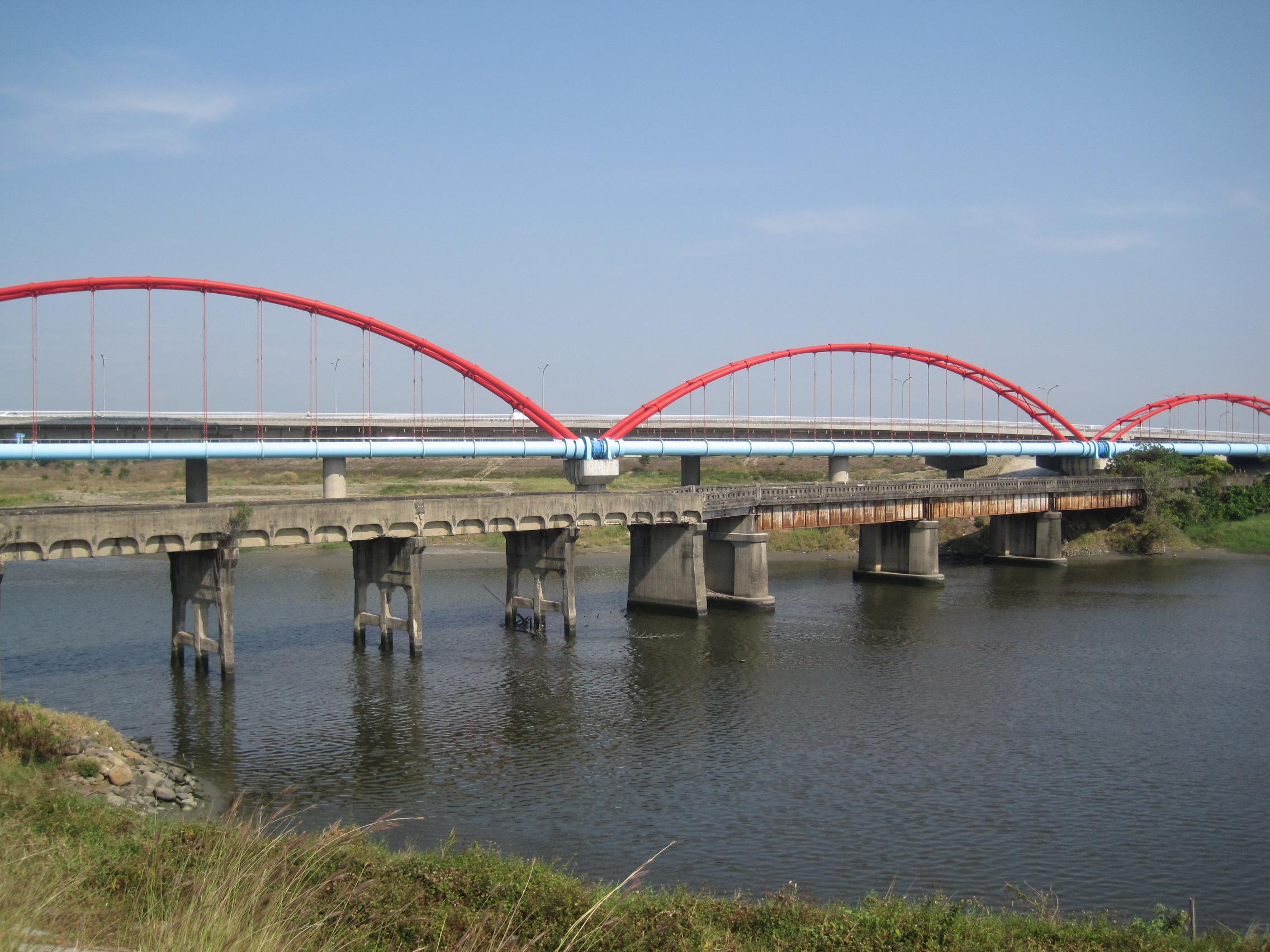
日治時期（1921年）所建的舊二層橋，是當時縱貫線（今臺一線）上的橋樑，曾在二次大戰中受損，2014年12月8日決定登錄為臺南市的歷史建築。圖中後方為水道橋與臺一線二層行橋。

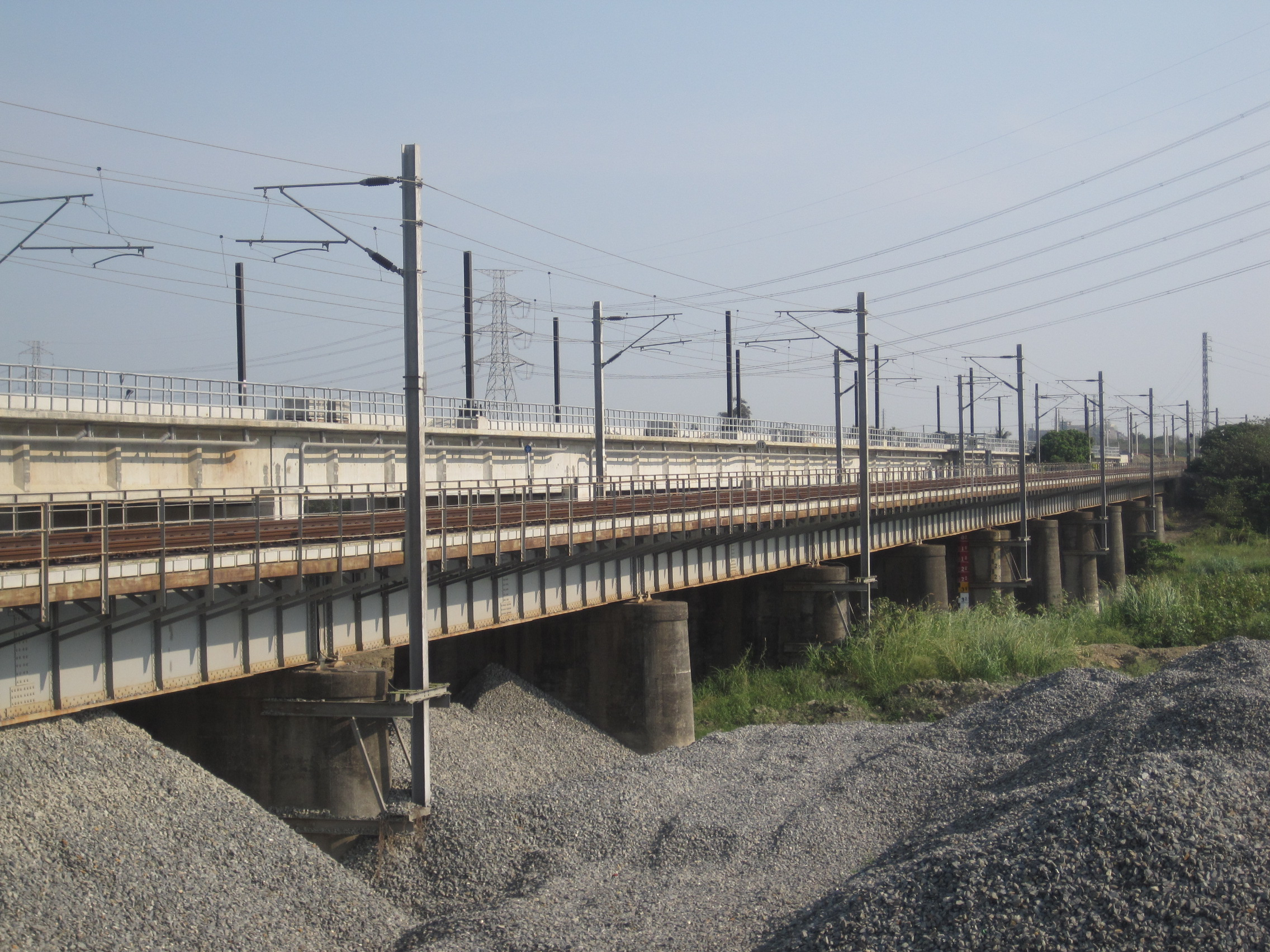
臺鐵二層行溪橋

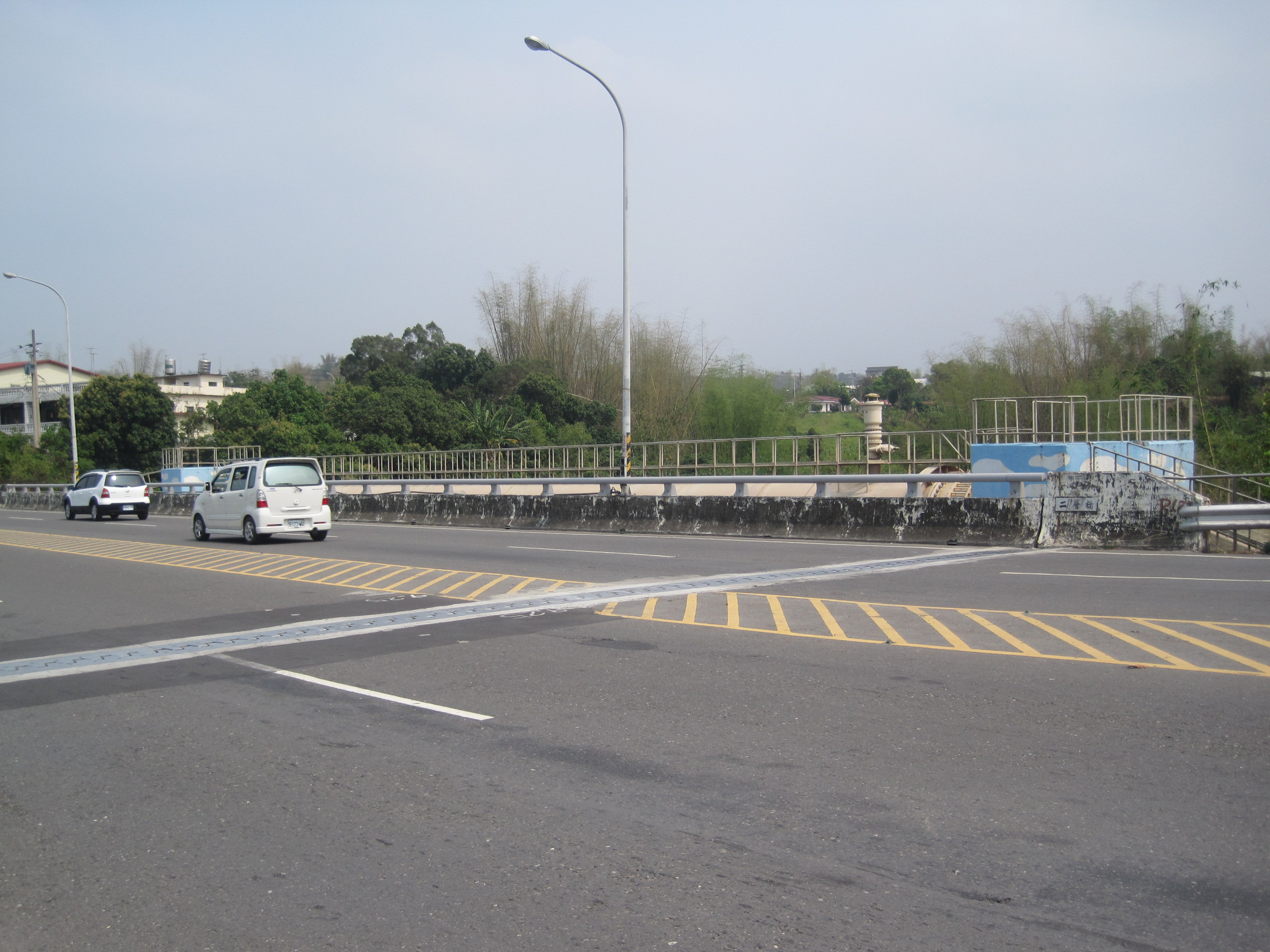
臺三線二層橋，位於高雄內門區

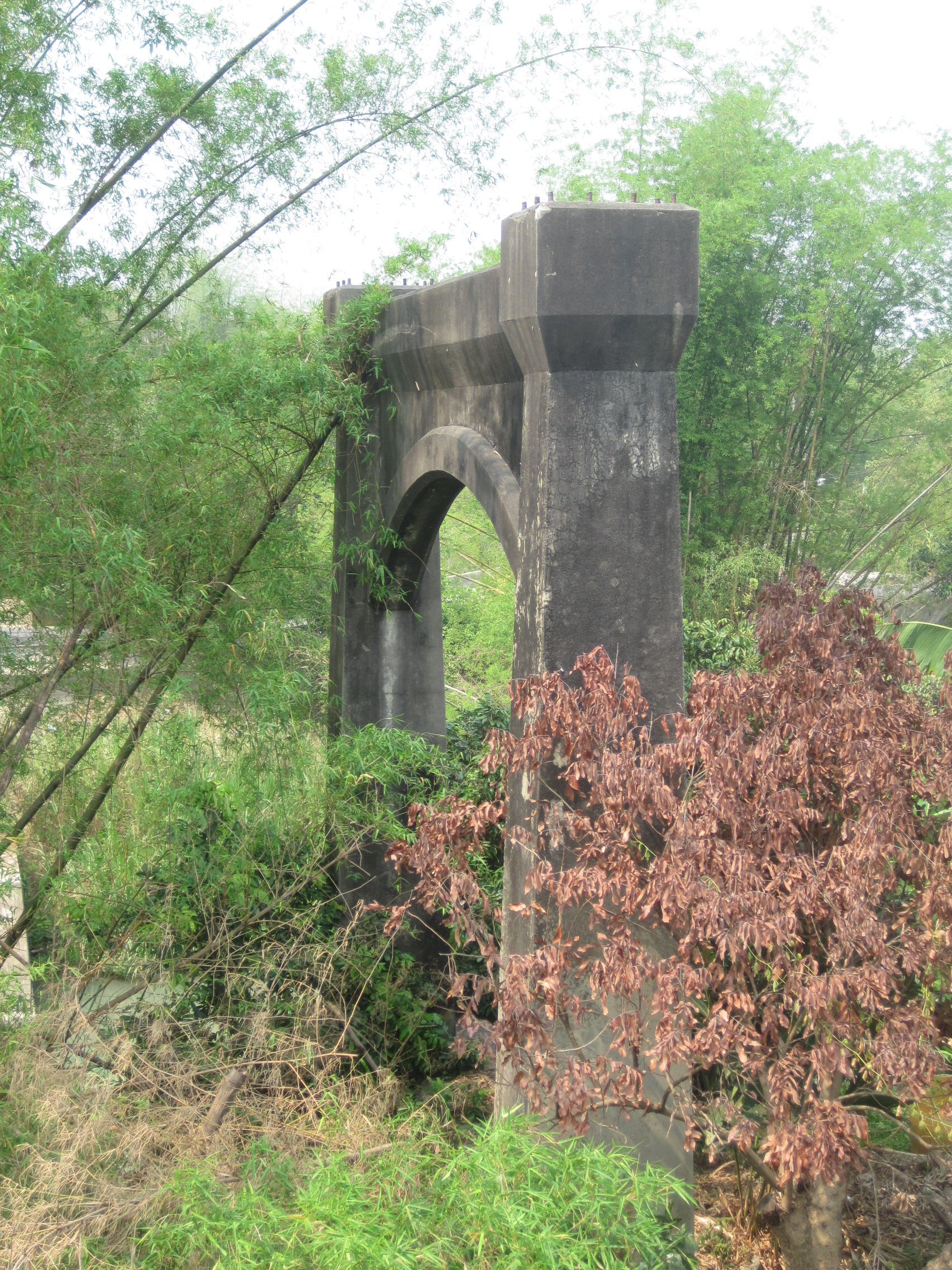
內門區日本時代的二層橋遺跡（該橋原為吊橋）

- 國道三號371公里二仁溪橋（國道三號）
- 國道三號372公里二仁溪橋（國道三號）
- 德和大橋（高39線）
- 三和橋
- 忠義橋
- 南興橋
- 古亭橋（台28線）
- 雪橋（高39-1線）
- 慈恩大橋
- 無名橋（高136線）
- 無名橋
- 無名橋
- 觀音橋（高120線）
- 跳橋
- 二層橋（台3線）
- 無名橋
- 燉仔腳橋
- 望寮大橋
- 東勢埔橋（台3線）
- 橫山橋（高127線）
- 無名橋
- 長寮埔橋
- 無名橋
- 火燒庄橋